# 佐々木麻衣 (女優)
佐々木 麻衣（ささき まい、1984年6月4日 - ）は、日本の女優。秋田県出身。in.harmony所属。

## 人物
ＧＭアクティングスクール、劇団青年座研究所にて芝居を学ぶ。
以前はティー・アーティストに所属していた。
2014年、山本真と結婚。自身のブログにて報告している。その後妊娠を報告。
2015年に第一子、2018年に第二子を出産している。
特技はヨガ、ランニング。ヨガインストラクターとしても活動している。

## 出演

### 映画
- TOPLESS（2008年、内田英治監督） - 水野千佳役
- ヘヴンズ ストーリー（2010年、瀬々敬久監督） - 看護師役
- メイヘムガールズ（2022年、藤田真一監督） - お金を拾う子の母親役

### テレビ
- 中居正広の金曜日のスマイルたちへ（2015年7月24日、TBS） - 一青妙役
- 祈りのカルテ 研修医の謎解き診察記録　最終話（2022年12月17日、日本テレビ） - 鈴木麻子（リポーター）役
- 院内警察　2話（2024年1月19日、フジテレビ）-看護師役
- イグナイト －法の無法者－　第９話（2025年6月13日、TBS）- 轟由香里（轟の妻）役

### CM
- 「日興コーディアル証券　FA募集篇」（2007年） - 新人FA役
- 「潤工社」トレインチャンネル（2007年）
- 「楽天生命レディ」webCM 医療保険レディ〜20-30代編〜（2016年）-母親役
- 「株式会社ウダツ」webCM　whitebox （2016年）-妻役
- 「レアジョブ英会話」webCM 成果の出るカウンセリング（2016年）-カウンセラー役
- 「レオハウス Renovajin　リノベージン（人）」WEB CM（2016年）-先輩OL 麻衣役
- スヴェンソン「レフィーネ ヘッドスパトリートメントカラー」 webCM   対決編（2017年-）-よしこ役
- 「リノべる」webCM  今手に入る未来の暮らしConnectly篇（2017年）-母役
- 「花王ニベアフェイスウォッシュ」TV CM 弱酸性泡講座篇（2021年）-生徒役
- 「エッグフォワード　社長の右腕」現場編・経営編（2022年-）-経営チーム社員役

### 広告
- 「ヘーベルハウス　災害に強い家フェア」イベント用スチール（2016年）-母親役
- 「旭化成　へーベルメゾン　カタログ『fufu』」（2017年）　-妻役
- 「イニシア日野」（2017年）-母親役
- 抗ウイルスストール「ウィルスト」公告モデル（2020年）-母役、OL役
- 「iQOS 3 DUO」母の日スチール（2020年）-娘役
- 「永谷園、永谷園ホールディングス　ホームページ」（2022年-）-母親役、妻役

### リポーター
- ニコニコ生放送 「マルハンチャンネル」 パチンコ情報ｃｈ！スリーＰ―ス！（2012年）
- 「ハピはぴモーニング～ハピモ～」学校紹介！コーナー （2012年）

### WEB
- 「VENEX リカバリーウェア」　ブランディングムービー（2017年）-メイン女性
- ENEOSジェネレーションズ「Smile Stories 12 地域から愛されるお店に～安眠を守ります～」（2021年）-お客様役
- 大樹生命「簡単マスク・ヘアアレンジ教室」（2021年）-メイクモデル
- 「オルビス　わたしの肌事情」女性20名にぶっちゃけインタビュー（2021年）
- 積水ハウス　「グランドマスト　自立型サ高住」プロモーション映像（2022年）-コンシェルジュ役
- 大丸・松坂屋「エコフリサイクルキャンペーン」（2022年-）-メインMC

### 舞台
- Buzz Fest Theater「光と影からの恵み」（2017年、萬劇場）-仲栄真博美役